# ناحیه فالون، شهرستان روزو، مینه سوتا
ناحیه فالون (به انگلیسی: Falun Township) یک منطقهٔ مسکونی در ایالات متحده آمریکا است که در شهرستان روسو، مینه‌سوتا واقع شده‌است.
 ناحیه فالون ۹۲٫۲ کیلومتر مربع مساحت و ۲۲۶ نفر جمعیت دارد و ۳۳۸ متر بالاتر از سطح دریا واقع شده‌است.